# Тополя (Черниговская область)
Тополя (укр. Тополя) — село в Прилукском районе Черниговской области Украины. Население — 28 человек. Занимает площадь 0,209 км². Расположено на реке Ющенкова (Без названия) у её истоков.
Код КОАТУУ: 7424180903. Почтовый индекс: 17582. Телефонный код: +380 4637.

## География
Расстояние до районного центра:Прилуки : (6 км.), до областного центра:Чернигов (131 км.), до столицы:Киев (135 км.). Ближайшие населенные пункты: Сухояровка 2 км, Малковка и Богдановка 3 км.

## Власть
Орган местного самоуправления — Богдановский сельский совет. Почтовый адрес: 17582, Черниговская обл., Прилукский р-н, с. Богдановка, ул. Михайловская, 13а.

## История
- Есть на карте 1826-1840 годов как Тополь.[3]

- В 1862 году на хуторе владельческом Тополя 6 дворов где жило 38 человек[4]

- В 1911 году на хуторе Тополя жило 63 человека[5]